# مقاطعة براون (إلينوي)
مقاطعة براون (بالإنجليزية: Brown County)‏ هي إحدى المقاطعات في ولاية إلينوي في الولايات المتحدة الأمريكية.